# Najmočnejši fantek na svetu
Najmočnejši fantek na svetu je slovenska pravljica, delo Lojzeta Kovačiča. Literarni lik knjige je petletni Jani.
Knjiga je prvič izšla leta 1977.

## Obnova
Petletni  Jani je bil najmočnejši fantek na svetu. Nihče ga ni mogel premagati in vsi so se ga bali. Nekoč je hotel celemu svetu pokazati svojo moč, ker je bil tako močan, da ga ni mogel premagal nihče. Postavil se je na sredo ceste in nikogar ni spustil naprej. Pred njim se je kopičila vedno večja gneča avtobusov, konj in ljudi. Če se mu je kakšen avtobus hotel približati, ga je Jani le s prstom porinil nazaj, da je ta pristal šele daleč zunaj mesta. Vsi so ga prosili naj se umakne, a nobena prošnja ni zalegla. Prišli so  policisti, da bi ga odgnali, Jani pa je vse po vrsti vrgel na žico električnega droga. Nato so poslali še vojake, toda tudi oni niso mogli premagati petletnika. Vsem vojakom je iztrgal puške iz rok in iz njih naredil hrib samih pušk ter splezal nanj. Tedaj so priletela tudi letala, da bi ga snela s hriba, saj se mu nihče drug ni upal približati. Toda Jani je prijel letala za krila in jih zalučal s tako močjo proti hribom, da so odfrčala kakor papirčki v vetru. Ljudem je tako zmanjkalo idej, kako bi Janija premagali in ga spravili s ceste. Takrat  pa je nekdo pomislil na njegovega očeta in šli so ga iskat. Razložili so mu, da njegov sin straši ljudi, zadržuje promet in nihče ga ne more premagati. Oče se je ustavil še v trgovini, nato pa so odšli k Janiju. Ko so prišli do kupa pušk mu je ukazal, naj pride dol. On pa mu je odločno odgovoril, da ne gre, saj je najmočnejši fantek in ga nihče ne more premagati. Takrat pa je očka iz žepa potegnil vrečko bonbonov. Ko jih je Jani zagledal, so se mu zaiskrile oči in v hipu je bil na tleh. Medtem ko se je petletnik basal z bonboni, so se vsi pobrali in vsi so šli spet lepo dalje po široki cesti, kakor vedno. Tako so najmočnejšega fantka na svetu premagali mali rdeči bonboni.

## Predstavitev lika
Glavni lik v pravljici je petletni Jani z okroglo kuštravo glavo. Kljub svojim  letom ima nadnaravno lastnost – je najmočnejši fantek na svetu. Te svoje moči se zelo dobro zaveda, saj večkrat ponovi, da je on najmočnejši fantek na svetu in da ga nihče ne more premagati. Imel je tako moč, da je s palcem  premaknil avtobus, vse policaje je z lahkoto zmetal na brzojavno žico, brez težav pa j premagal tudi vojake. Celo letala, ki so prišla nadenj, mu  niso bila kos.  Vsa ta dejanja potrjujejo, da je Jani res zelo močan. Tu se pokaže, da je zelo vztrajen in trmast, saj ga nihče ni mogel premakniti. Izgledalo je že, kot da se nikoli ne bo umaknil s ceste. Njegov oče ga je zelo dobro poznal. Točno je vedel,  kako ga bo spravil s ceste. Jani očeta le na besedo ni ubogal, saj ni hotel priti dol, ko mu je oče to ukazal. Ponosno je odgovoril, da je najmočnejši fantek na svetu  in ga nihče ne more premagati. Toda ko je oče pokazal vrečko bonbonov, se jim Jani ni mogel upreti. Torej tudi najmočnejši fantek na svetu ni nepremagljiv. Z lahkoto so ga premagali bonboni, nihče drug, le rdeči bonboni. 
Ostali stranski liki:
- oče
- star moder konj
- policisti
- vojaki